# Ottosonderia
Ottosonderia (лат.) — монотипный род суккулентных растений семейства Аизовые (Aizoaceae), подсемейства Ruschioideae, произрастающий на территории Капской провинции Южно-Африканской Республики.

## Название
Родовое латинское (научное) название Ottosonderia дано в честь доктора Отто Вильгельма Зондера (нем. Otto Wilhelm Sonder, 1812—1881) — немецкого фармацевта и ботаника.

## Таксономия
Ottosonderia L.Bolus, первое упоминание в Notes Mesembryanthemum 3: 292. (1958).

### Виды
Согласно данным сайта WFO Plantlist на июнь 2023 года, род состоит из 1 вида:
- Ottosonderia monticola (Sond.) L.Bolus — компактный кустаринк[4].